# 彭富九
彭富九（1918年—2011年），中国人民解放军将领、中国人民解放军开国少将。
曾任中国人民解放军总参谋部三部副部长。1955年，授予中国人民解放军少将。